# Saint-Cyr-la-Roche
Saint-Cyr-la-Roche é uma comuna francesa na região administrativa da Nova Aquitânia, no departamento de Corrèze. Estende-se por uma área de 8,24 km². Em 2010 a comuna tinha 513 habitantes (densidade: 62,3 hab./km²).